# Geisterbild
Als Geisterbild (häufig auch englisch Ghosting genannt) bezeichnet man eine schwach sichtbare, meist weniger leuchtstarke Kopie eines Bildes, das gegenüber dem Hauptbild versetzt ist.

## Fernsehempfang
Geisterbilder treten fast nur bei analoger, terrestrischer oder kabelgebundener Übertragung von Fernsehprogrammen auf – dabei ist das Geisterbild meist einige Zentimeter nach rechts verschoben. Bei modernen digitalen Übertragungsmethoden wie DVB-T oder DVB-C treten sie prinzipbedingt nicht auf.

### Signalreflexionen

Das Signal gelangt auf unterschiedlich langen Wegen vom Sender zum Empfänger

BAS-Signal unmoduliert mit störendem, zeitversetzten Zweitsignal (darunter)

Ursache des Geisterbildes ist Mehrwegempfang des gesendeten Hochfrequenzsignals wegen Reflexion an Gegenständen wie Hauswänden. Das Signal erreicht die Empfangsantenne auf zwei unterschiedlichen Wegen, deren Laufzeiten von der Sendeantenne sich um wenige Mikrosekunden unterscheiden. Im Regelfall wird auf dem kürzeren, direkten Weg das stärkere Signal empfangen. Dieses synchronisiert mit dem Synchronimpuls den Zeilenstart am linken Rand des Bildschirms.
Hat nun das zweite Signal wegen des Umwegs über die reflektierende Fläche einen Umweg von 3000 m zurückgelegt, kommt es 10 µs später an, die entsprechenden Bildpunkte erscheinen also 10/64 der Bildbreite weiter rechts als erwartet. Dieses unerwünschte Zusatzsignal ist im nebenstehenden Bild mit 35 % Amplitude nach rechts versetzt eingezeichnet. Im Empfänger addieren sich beide Signale, und die Summe beeinflusst die Helligkeit der Bildpunkte. Insgesamt sieht man die Überlagerung zweier Bilder. Sind beide Signale gleich stark, wird der Empfang wegen der doppelt vorhandenen Synchronimpulse stark gestört.
Der Empfang über den unerwünschten Signalweg kann bei terrestrischer Übertragung durch Richtantennen wie Yagi-Antennen abgeschwächt werden.

### Signalübersprechen
Geisterbilder können auch durch ein Übersprechen von benachbarten analogen Übertragungskanälen entstehen, wenn  der Signalpegel in TV-Kabelnetzen zu hoch ist oder der Antennenverstärker (beispielsweise durch Fehlfunktion) die Kanäle nicht exakt genug trennt. Dann ist als Geisterbild nicht dasselbe Fernsehprogramm zu sehen, sondern der entsprechende Nachbarsender.

## Rastertunnelmikroskopie

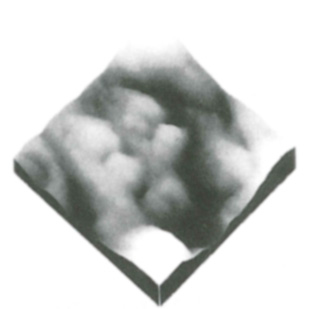
Geisterbild bei einer rastertunnelmikroskopischen Aufnahme einer 75 nm × 75 nm großen Kupferoberfläche

Bei der Rastertunnelmikroskopie können durch mehrfache Abtastspitzen Geisterbilder entstehen, da beim Rastern verschiedene Spitzen Strukturen an derselben Stelle mehrfach abtasten.

## 3D-Bildschirme
Bei 3D-Monitoren und -Fernsehgeräten bezeichnet man als Geisterbilder eine fehlerhafte stereoskopische Darstellung, bei der das Bild für das rechte und das linke Auge in kontrastreichen Bildpartien vorübergehend gleichzeitig sichtbar sind. Besonders ghosting-anfällig sind LCDs in Verbindung mit 120-Hz-3D-Shutterbrillen, während DLP-3D-Projektoren mit gut angepassten 3D-Shutterbrillen kein Ghosting zeigen.

## Elektronisches Papier

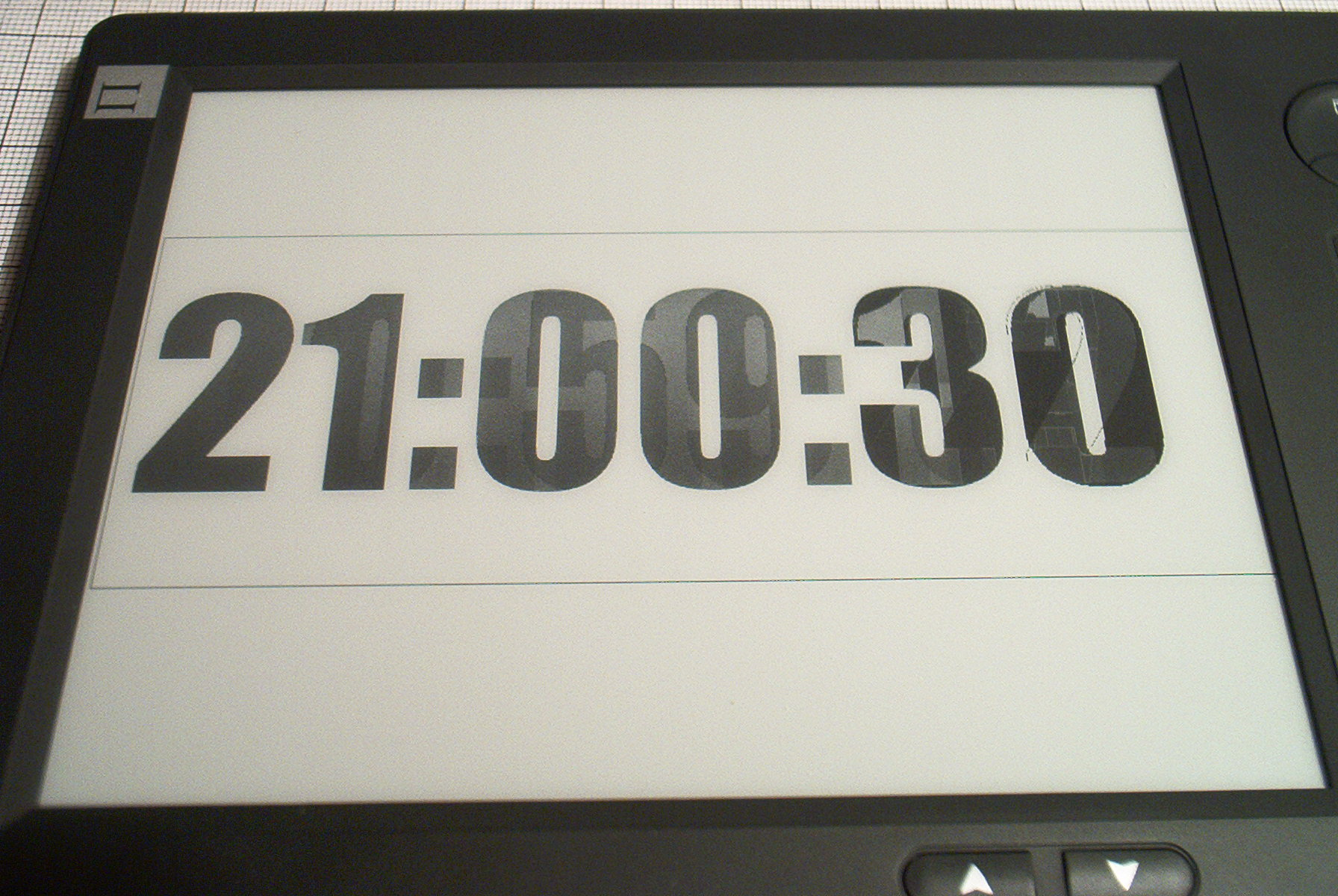
Ghosting-Effekt bei einem E-Ink-Display

Bei elektronischem Papier kann der Effekt auftreten, dass nach einer Bildschirmaktualisierung Reste des vorherigen Bildes verbleiben. Dies ist meist auf Energiesparmechanismen der E-Book-Reader zurückzuführen; beim Deaktivieren der Energiesparfunktionen oder nach einigen Refreshzyklen verschwinden die Geisterbilder meist wieder.

## Panorama-Software

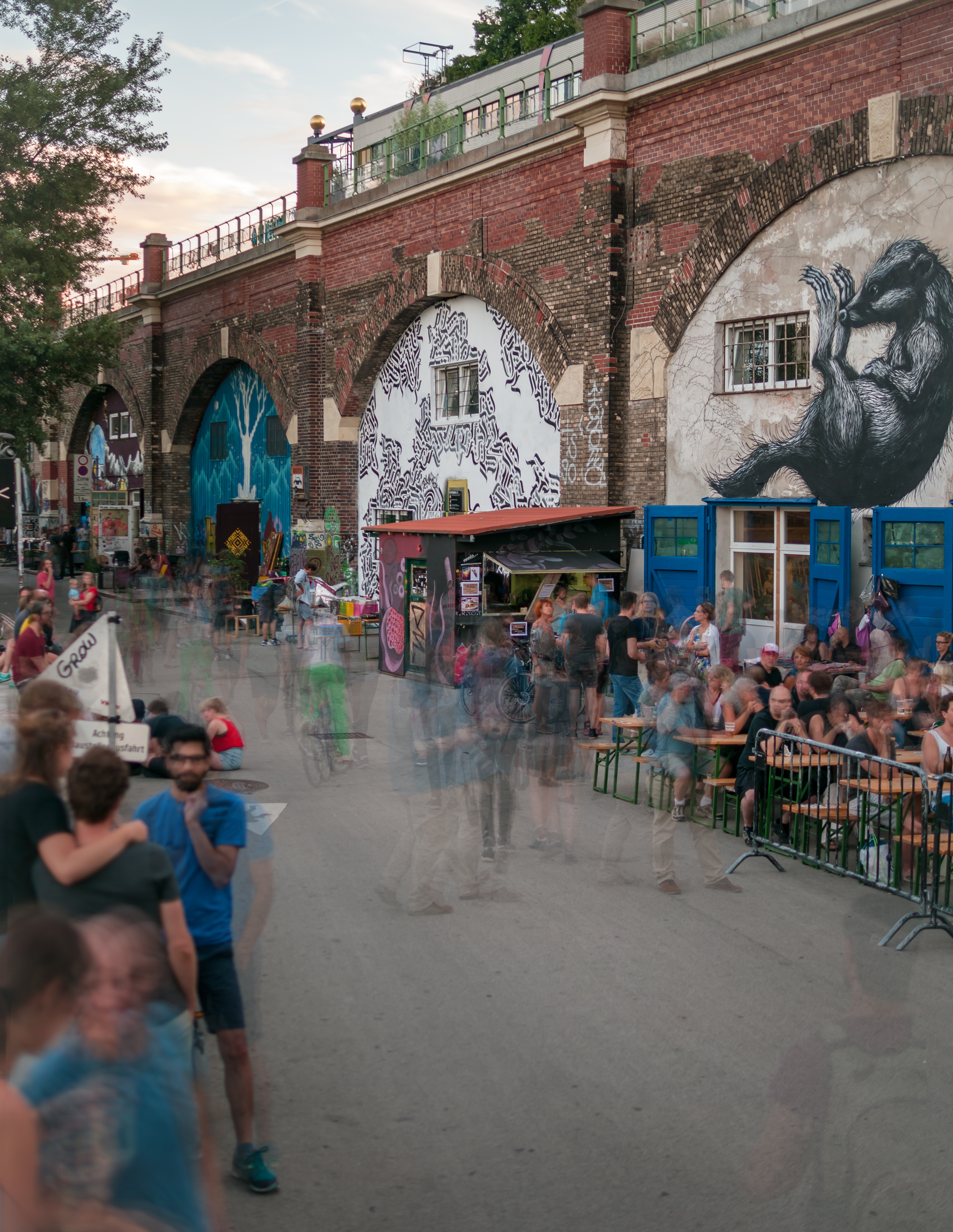
Bewusst erzeugtes Ghosting durch Überlagerung mehrerer Aufnahmen sich bewegender Personen

Beim  Zusammensetzen von Panoramen aus Einzelaufnahmen (mittels spezieller Software) können sich bewegende Objekte in unterschiedlichen Positionen auf mehreren Einzelbildern erscheinen. Wenn das Programm keine entsprechenden Korrekturverfahren ("De-Ghosting") bietet, sind diese Objekte (z. B. Personen) dann nach dem Zusammenfügen als „Geister“, also mehrfach, ausschnittsweise oder halbtransparent im fertigen Panorama zu sehen.
Der gleiche Effekt kann auch bei der Erzeugung von HDR-Fotos aus mehreren Quellbildern entstehen.

## Belege
1. ↑  Rita Deutschbein: 4. Kindle im Test: Amazons neuer E-Book-Reader kann Deutsch. Test bei teltarif.de vom 15. November 2011.